# Pabellón del antiguo mercado de caballos
El pabellón del antiguo mercado de caballos es un edificio situado en el n. 5 rue Geoffroy-Saint-Hilaire en el 5 distrito de París.

## Histórico
Su construcción fue ordenada en 1760 por el teniente de policía Antoine de Sartine tras la apertura del bulevar de l'Hôpital donde se pospuso la entrada principal al mercado de caballos de París, anteriormente ubicado rue du Marché-aux - caballos, actual rue Geoffroy-Saint-Hilaire, desde su creación a mediados del siglo XVII.
Albergaba a los agentes de vigilancia del mercado. Allí se instaló una comisaría a principios del siglo XX.

## Arquitectura
La fachada, que tiene un balcón central con reja de hierro forjado, está rematada por un frontón en el que están esculpidas las armas de Francia sin la flor de lis rodeadas de hojas de palmera. Las enjutas que rodean las arcadas de la ventana central están decoradas con tallas que representan un gallo y una grulla. La clave de la ventana central está decorada con un mascarón femenino.